# Парафразирање
Парафразирање је техника која се користи у интервјуисању. Интерпретира претходно изречене мисли клијента у форми у којој се наглашавају релевантне тачке и циљеви. То помаже клијенту да разуме и разјасни сопствене мисли и да види да је интервјуер разумео његове поруке чак и када су скривене. Такође, стил писања у коме се туђе мисли изражавају сопственим речима.